# لونا-لازس
لونا-لازس (به ایتالیایی: Lona-Lases) یک کومونه در ایتالیا است که در ترنتینو واقع شده‌است.

## خصوصیات
لونا-لازس ۱۱٫۴ کیلومترمربع مساحت و ۷۶۸ نفر جمعیت دارد.